# Американська філософія
Філософська думка в Сполучених Штатах Америки має тривалу історію розвитку, широка за обсягом та тематикою.  Internet Encyclopedia of Philosophy зазначає, що попри відсутність рис, за якими її можна було б визначити, «американську філософію» можна розглядати як таку, що відображала й формувала колективну ідентичність американців упродовж усієї історії американської нації."
Політичний мислитель та історик Алексіс де Токвіль дав своє власне визначення у першому параграфі другого тому праці Демократія в Америці.
Гадаю, що в жодній країні цивілізованого світу філософії не надається менше уваги, ніж у Сполучених Штатах... Проте легко помітити, що майже всі мешканці Сполучених Штатів мають однакове розуміння і керуються однаковими правилами; тобто, навіть не завдаючи собі клопоту визначити правила філософського методу, вони такий метод мають, єдиний для усього народу. Уникати пут систем та звичок, родинних заповітів, класових переконань та, певною мірою, національних упереджень; визнавати перекази минулого тільки як засіб отримання інформації, а чинні факти лише як урок того, як робити по іншому, і робити краще; дошукуватися природи речей для своєї користі, й тільки; добиватися результатів, не обмежуючи себе засобами, доходити до суті, не звертаючи уваги на форму; - такі головні риси того, що я називаю філософським методом американців... Здебільшого, там де потрібно думати, американці покладаються тільки на власне розуміння.

## XVII століття
Американський спосіб філософського мислення почав складатися в часи колонізації Нового світу європейцями. Прибуття у Нову Англію пуритан спрямувало ранню американську філософію в русло релігії (пуританський провіденціалізм), але водночас мислителів того часу турбували питання про свіввідношення між особистим та громадським.
Такі мислителі як Джон Вінтроп наголошували на важливості громадського в порівнянні з особистим, вважали що перше має пріоритет над другим. Інші, наприклад співзасновник Род-Айленду Роджер Вільямс, притримувалися думки, що віротерпимість чесніша, ніж намагання добитися релігійної однорідності в громаді.

## XVIII століття
У XVIII столітті філософська думка в США розділилася. Одну половину відзначала теологія реформованого пуританського кальвінізму, на який вплинули Велике пробудження та природнича філософія Просвітництва, а на іншу — моральна філософія американського просвітництва, яку викладали в університетах США. У буремні роки 1760-х та 1770-х вони викували нову інтелектуальну культуру Сполучених Штатів, що призвела до американського втілення європейського Просвітництва, тісно пов'язаного з політичною думкою Батьків-засновників.
У цьому столітті до колоніальної Британської Америки прийшли ідеї Френсіса Бекона та філософів Просвітництва: Декарта, Ньютона, Локка, Волластона й Берклі. Народжені в Америці Семюел Джонсон та Джонатан Едвардс спочатку перебували під впливом цих філософів, а потім адаптували ідеї Просвітництва, розвинувши свою власну американську теологію та філософію. Обидва були висвяченими пуританськими священиками, що прокниклися вченням Просвітництва. Обидва отримали освіту в Єльському університеті, обидва були ідеалістами, перебували під впливом Берклі й стали вливовими президентами коледжів. Обидва вплинули на розвиток політичної філософії в Америці та на праці Батьків-засновників. Але основою теології Едвардса була кальвіністська доктрина, реформована в руслі пуританства, тоді як Джонсон перейшов до англіканства, а згодом у новій американській моральній філософії сприрався на ідеї природної релігії Волластона. Наприкінці століття в універиситетах США вчення цих двох супротивників замінила шотландська школа здорового глузду, яка продовжувала панувати в американських академічних колах до Громадянської війни.

## XIX століття
У XIX століття в США прийшов романтизм. В Америці він утілився у трансценденталізм, і це було вагомим суто американським винаходом. Іншою школою, що набрала сили в XIX столітті був прагматизм. Існував також слабший рух у руслі гегельянства на чолі з Джорджем Голмсом Говісоном. Осередком цього руху був Сент-Луїс. Він значно поступався прагматизму за масштабами.
Серед інших реацій на матеріалізм були  "об'єктивний ідеалізм" Джозаї Ройса та персоналізм (іноді його називають "бостонським персоналізмом") Бордена Паркера Боуна.

### Трансценденталізм

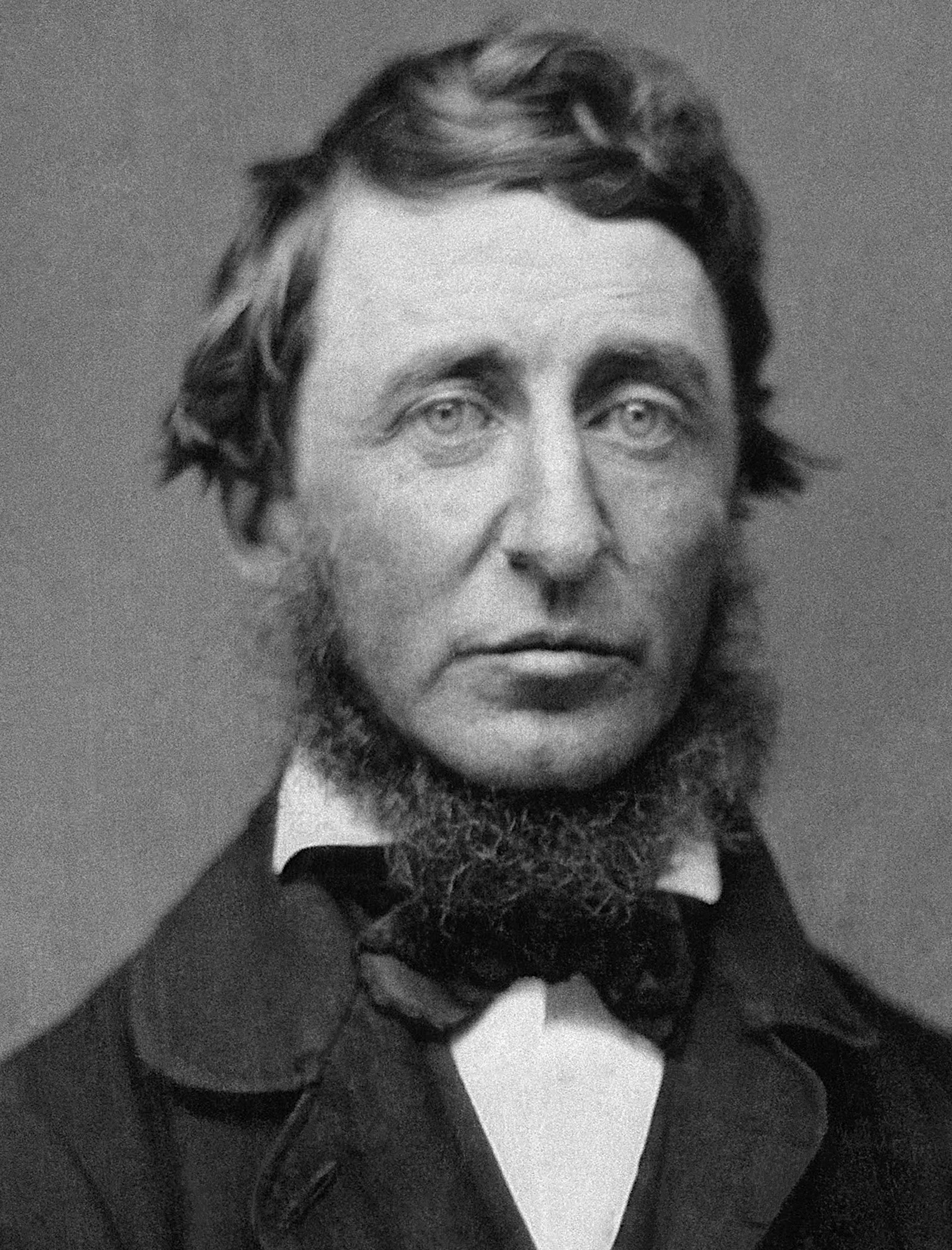
Генрі Девід Торо, 1856

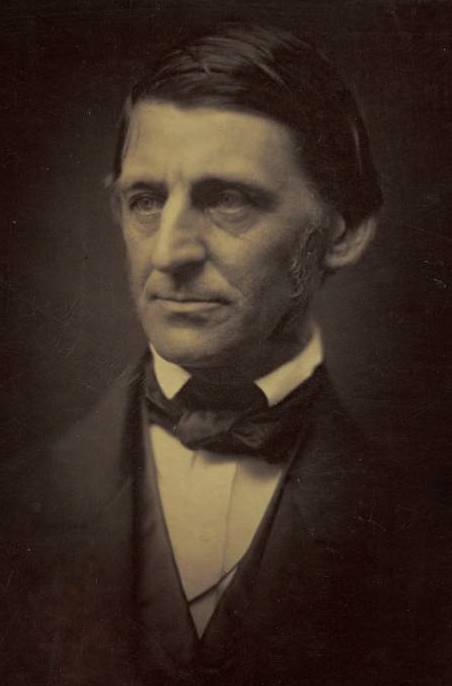
Ральф Волдо Емерсон, бл. 1857

Трансценденталізм у Сполучених Штатах відзначав наголос на суб'єктивному досвіді. Його можна розглядати як реакцію на модернізм та інтелектуалізм загалом та механістичний редукціоністський світогляд зокрема. Для трансцеденталізму харакетерна холістична віра в ідеальний духовний стан, що виходить за межі фізичного та емпіричного, і цього досконалого стану можна досягти тільки через власну інтуїцію та особисті рефлексії, а зовсім не через індустріальний прогрес чи науковий поступ, і зовсім не через приписи та принципи традиційної організованої релігії. Визначними трансценденталістами були Ральф Волдо Емерсон, Генрі Девід Торо та Маргатер Фуллер.
Трансценденталісти прагнули повернення до природи й вірили, що справжнє знання інтуїтивне й особисте, виникає при зануренні людини в природу та розмірковування про неї, на противагу науковому знанню, що є результатом емпіричного чуттєвого досвіду.
Такі речі як наукові прилади, політичні інституції та звичні правила моралі, продиктовані традиційною релігією, потрібно подолати. У романі Торо Волден або життя у лісі трансцензус (перехід, подолання) досягається зануренням у природу й віддаленням від суспільства.

### Дарвінізм у США
Вихід у світ 1859 року книги Чарлза Дарвіна Походження видів із викладом теорії еволюції сильно вплинув на філософію у США.  Джон Фіске та Чонсі Райт ратували за перегляд філософії у світлі еволюції. Вони обидва бажали зрозуміти мораль та розум через ідеї Дарвіна, закладаючи прецедент еволюційної психології та еволюційної етики.
Біологічна теорія Дарвіна стала також частиною соціальної та політичної філософії англійського мислителя Герберта Спенсера та американського філософа Вільяма Грема Самнера. Герберт Спенсер, який першим ужив фразу виживання найпристосованішого,  вірив, що в суспільстві точиться боротьба за виживання, а різні групи суспільства перебувають там, де вони є, через рівень їхньої пристосованості. Ця боротьба людському роду на користь, оскільки з часом слабкі не витримають добору, й залишаться лише сильні. Таку позицію часто називають соціальним дарвінізмом, хоча вона відрізняється від євгеніки, з якою її часто асоціюють. Віра Самнера та Спенсера в laissez-faire суперечила штучному добору з метою досягти запланованого результату.
Самнер, на якого Спенсер мав великий вплив, вірив, як і промисловець Ендрю Карнегі, що завдяки соціальній ролі боротьби за виживання капіталізм є природною соціально-економічною системою, що приведе до найбільшого добробуту. Крім віри у вільний ринок Самнер стояв на антиімперіалістичних позиціях (йому приписують термін етноцентризм) й відстоював золотий стандарт.

### Прагматизм
Мабуть найбільш впливовою школою думки, до того ж унікально американською, був прагматизм. Він виник наприкінці XIX століття, визначними мислителями цього філософського напрямку були Чарлз Сандерс Пірс, Вільям Джемс та Джон Дьюї. Вихідним положенням прагматизму є те, що віра є підставою для дії. Він стверджує, що сенс твердження є наслідковою формою поведінки або практики, про які йшлося б, якби це твердження було б правдою.

#### Чарлз Сандерс Перс

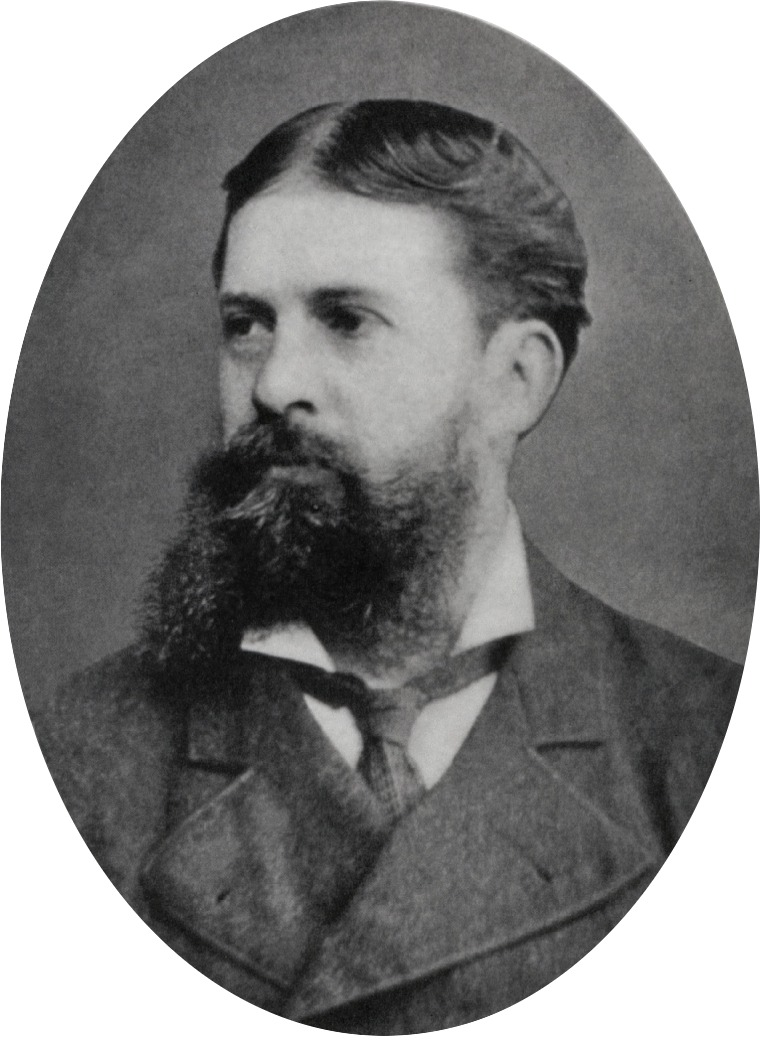
Чарлз Сандерс Перс — американський науковець, прагматик, логік, математик, філософ

Полімат, логік, математик, філософ Чарлз Сандерс Пірс (Перс) запровадив термін прагматизм наприкінці 1870-х. Він був членом Метафізичного клубу, в якому спілкувалися між собою тогочасні інтелектуали, зокрема Чонсі Райт та Вільям Джеймс. Крім значного доробку в семіотиці, логіці та математиці Пірс написав твори, що вважаються витоками прагматизму  "The Fixation of Belief" («Фіксація віри», 1877) та "How to Make Our Ideas Clear" («Як зробити наші ідеї ясними», 1878).
У  «Фіксація віри» Пірс відстоює вищість наукового методу у встановленні віри щодо теоретичних питань. У «Як зробити наші ідеї ясними» він ратує за прагматизм, сформульований як те, що він пізніше назвав максимою прагматизму: "Розгляньте усі можливі якості, що мали б зрозуміле практичне значення, які ми вважаємо притаманними нашому об'єкту розмірковувань. Тоді наші уявлення про ці якості складають нашу концепцію самого об'єкту". Перс наголошував, що концепція є загальною, тобто її значення не є набором фактичних, конкретних якостей. Натомість концепція об'єкта прирівнюється до уявленнь про його якості в загальному сенсі усіх проявів на практиці, які тільки можна собі уявити. Ці можливі практичні прояви є значенням концепції.
Ця максима призначена для того, щоб роз'яснити плутанину, яка виникає, наприклад, від формальних, але не практичних відмінностей. Традиційно ідеї аналізують, розкладаючи на частини (приклад Перса: означення істини як відповідності між знаком та об'єктом). До цього потрібного, але обмеженого кроку максима додає ще один крок, орієнтований на практику (приклад Перса: означення істини як достаньої для мети дослідження).
Серцем прагматизму є метод експериментальної рефлексії, що досягає формулювання концепції, розглядаючи уявні обставини, які могли б підтвердити чи спростувати її. Цей метод вітає формулювання гіпотези й залишає простір для покращення та верифікації.. Запоровадження гіпотези — характерна для Перса ідея, що дозволяє йому вийти за рамки звичної альтернативи між дедуктивним раціоналізмом та індуктивним емпіризмом, хоча він сам працював в області математичної логіки й був одним із засновників статистики.
Філософія Перса охолплює триступеневу систему категорій,  фалібілізм та антискептицизм у ставленні до істини, віру в те, що істина незмінна та, що її можна пізнати,  логіку як формальну семіотику (зокрема семіотичні елементи та класи знаків, способи умовиводів та методи отримання знання у поєднанні з прагматизмом та здоровим глуздом), схоластичний реалізм, теїзм, об'єктивний ідеалізм та віру в реальність неперервності простору й часу й реальність абсолютного випадку, в механістичну необхідність, в творчу любов як у принципи, що діють у космосі й є способами його розвитку.

#### Вільям Джеймс

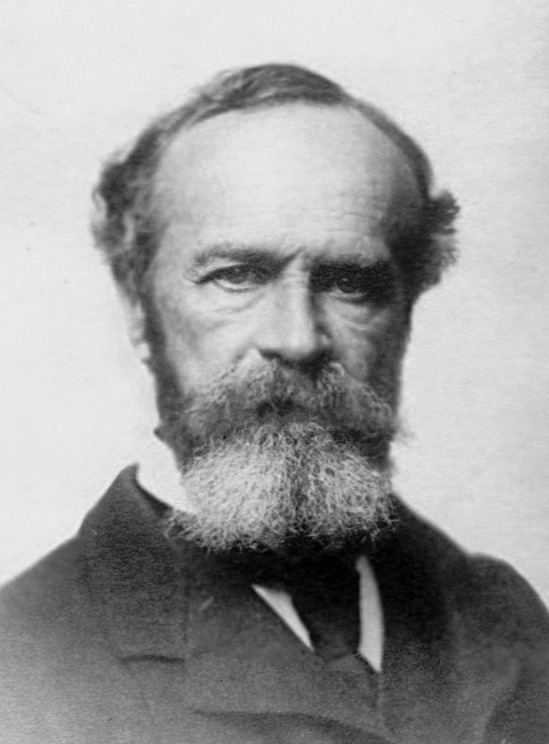
Вільям Джеймс, американський прагматист та психолог

Вільям Джеймс (1842–1910) був «оригінальним мислителем у галузях фізіології, психології й філософії та між ними».  Славу йому принесли книга Різноманіття релігійного досвіду (англ. The Varieties of Religious Experience), монументальна праця Принципи психології (англ. The Principles of Psychology) та лекція Воля до віри (англ. The Will to Believe).
Як і Перс Джеймс бачив у прагматизмі відомі підходи, переосмисленні в руслі нового філософського методу, що прояснює ідеї й так розв'язує дилеми. У лекціях 1910 року Pragmatism: A New Name for Some Old Ways of Thinking (Прагматизм:Нова назва для старих способів мислення) Джеймс перефразував максиму прагматизму Перса:
| Ліві лапки | Суттєвим фактом у корені усіх наших розрізнень-у-думці, якими б витонченими вони не були б, є те, що жодне з них не є настільки тонким, щоб полягати в чомусь іншому окрім можливої практичної різниці. Тож, щоб добитися досконалої ясності наших думок про об'єкт, нам потрібно тільки розглянути, про які прояви практичного типу цього об'єкту ми можемо подумати — яких відчуттів можна очікувати щодо нього, до яких реакцій готуватися. | Праві лапки |

Продовжуючи, він охарактеризував прагматизм не лише як метод прояснення ідей, а й як запровадження цілком конкретної теорії істини. Персу ця думка Джеймса не сподобалася, для нього максима прагматизму була тільки максимою логіки, а сам прагматизм тільки методологічною установкою, він прямо заперечував те, що прагматизм є якоюсь субстанційною доктриною чи теорією будь-чого — істини чи чогось ще.
Джеймс відомий також радикальним емпіризмом, який стверджує, що відношення між об'єктами настільки ж реальні як і самі об'єкти. Ще він був плюралістом, вірячи що можливо мати кілька різних описів істини. Він відкидав теорію істини як відповідності між описом та самим об'єктом, відстоюючи натомість думку що істина складається з віри, фактів про світ, інших базових вірувань, та майбутніх наслідків  цих вірувань. Наприкінці життя Джеймс перейшов на позиції нейтрального монізму — погляду, що першооснова реальності єдина, і вона не є ні психічною ні фізичною.

#### Джон Дьюї
Джон Дьюї (1859–1952), беручи участь у тій же високоінтелектуальній філософській діяльності, що його попередники Джеймс та Перс, багато писав також на політичні й соціальні теми, тож його вплив у громадській сфері був більшим. Крім того, що він був одним із фундаторів прагматизму, Дьюї був одним із засновників функціональної психології та провідною фігурою в русі за прогресивну освіту в США у першій половині XX століття.
Дьюї виступав проти індивідуалізму класичного лібералізму, стверджуючи, що соціальні інституції не є засобами отримання чогось для окремих людей. Вони є засобами творення особистостей. На його думку громадяни не є речами, яких повинні обслуговувати громадські інститути, а навпаки, громадські інститути первинні й формують окремих громадян. Таке облаштування суспільства є засобом творення особистостей й забезпечення особистих свобод.
Добре відомий внесок Дьюї в прикладну філософію та філософію освіти. За його філософією освіти діти вчаться, роблячи. Дьюї вважав що шкільна освіта занадто довга й формальна, що діти навчалися краще, якби були залучені до діяльності повсякденного життя. Наприклад, діти могли б збагнути пропорції, готуючи їжу або спостерігаючи скільки часу тривають подорожі різними видими транспорту.

## ХХ століття

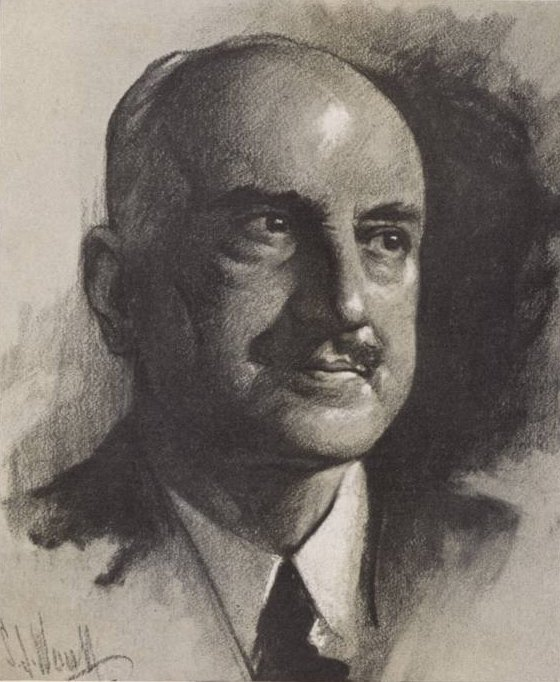
Джордж Сантаяна, іспано-американський філософ

До прагматизму, який зародився у США в ХІХ столітті, на початку ХХ-го приєдналися інші школи філософської думки, й незабаром витіснили його, хоча й тимчасово. У ХХ столітті зародилася філософія процесу, на яку вплинули науковий світогляд та теорія відносності Ейнштейна. у середині століття в США набули популярності філософія мови та аналітична філософія. Популярні в Європі екзистенціалізм та феноменологія в США не мали успіху.

### Відторгнення ідеалізму
Прагматизм залишався впливомим напрямком у ХХ столітті, і провідним його прибічником у цей час був іспанець за походженням  Джордж Сантаяна. На його переконання ідеалізм геть суперечить здоровому глузду. Він вважав, якщо знання вимагає абсолютної певності, то знання взагалі неможливе, що призведе до скептицизму. За Сантаяною знання включає елемент віри, яку він назива «тваринною вірою».
У книзі Scepticism and Animal Faith (Скептицизм та тваринна віра) Сантаяна стверджує, що знання не є результатом міркувань. Натомість знання це те, що необхідно для того, щоб щось зробити,  й для успішної взаємодії зі світом. Як натураліст Сантаяна різко критикував епістемологічний фундаменталізм. Пояснення подій природного світу належить царині науки, тоді як значення й цінність цього пояснення повинні вивчати філософи. В інтелектуальному кліматі філософії здорового глузду Сантаяну підтримували мислителі руху нового реалізму, наприклад Ралф Бартон Перрі.

### Філософія процесу
Філософія процесу, підґрунтям якої був світогляд у дусі Ейнштейна, мала своїми головними представниками Алфреда Норта Вайтгеда та Чарлза Гартсгорна. Основими переконанням цього напрямку філософії є занесення подій та процесів до основних онтологічних категорій. У книзі The Concept of Nature (Концепція природи) Вайтгед стверджував, що речі є такою сукупністю подій, яка підтримує перманентність. Для такої сукупності він вигадав термін concresence (зцементування). Філософія процесу наслідує Геракліта в тому сенсі, що основною онтологічною категорією є зміна. Чарлз Гартсгорн розвинув на основі поглядів Вайтгеда теологію процесу.

### Аналітична філософія
Середина XX століття стала початком панування в США аналітичної філософії. Перш ніж потрапити в США, аналітична філософія зародилася в Європі в працях Готлоба Фреге, Бертрана Расселла, Людвіга Віттгенштайна та логічних позитивістів. Коли до влади у Німеччині прийшов Адольф Гітлер, багато позитивістів перебралися до Британії й США, і це сприяло встановленню аналітичної філософії як панівної.
Логічні позитивісти стояли на позиції принципу верифікації. Вони вважали істини логіки й математики тавтологіями, а наукові істини такими, що їх можна верифікувати. Будь-які інші твердження: етичні, естетичні, теологічні, метафізичні й онтологічні вважалися беззмістовними.
Віллард Ван Орман Квайн не був логічним позитивістом, але поділяв із ними переконання, що філософія повинна йти нога в ногу з наукою, переслідуючи мету інтелектуальної ясності й розуміння світу. Він розкритикував логічних позитивістів та розрізнення аналітичного й синтетичного знання в есе  "Two Dogmas of Empiricism" (Дві догми емпіризму) й пропагував свою ідею «павутини віри» — когерентистську теорію обґунтування. Епістемологія Квайна, оскільки він вважав одиничний досвід не ізольованим, є холістичним підходом до знання, в якому кожне вірування, кожен досвід переплутується з цілим. Квайн відомий також тим, що вигадав слово "gavagai" як частину своєї теорії невизначеності перекладу.

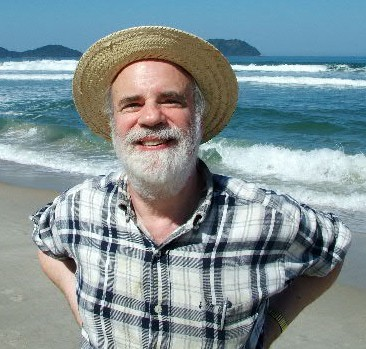
Сол Кріпке на пляжі в Бразилії

Студенту Квайна в Гарварді Солу Кріпке належать 4 значні внески в філософію:: (1) семантика модальної та спорідненої з нею логік, опублікована в кількох есе, починаючи з часів, коли йому ще не було й двадцяти, (2) принстонські лекції Іменування та необхідність 1970 року (опубліковані в 1972 та 1980), які суттєво переструктурували філософію мови і, на думку деяких філософів "повернули респектабельність метафізиці". (3) толкування філософії Віттгенштейна (4) Теорія істини. Кріпке також зробив важливий внесок в теорію множин.
Девід Келлогг Льюїс, ще один гарвардський студент Квайна, відомий пропагуванням модального реалізму, напрямку думки, що стверджує існування нескінченного числа конкретних і каузально відокремлених можливих світів, одним із яких є наш. Ці можливі світи фігурують також в модальній логіці.
Інший важливий філософ і автор Томас Кун багато працював у галузі історії науки та філософії науки. Славу йому принесла книга Структура наукових революцій. У книзі стверджується, що наука проходить через різні парадигми, які змінюються, коли перед науковцями постає нова загадка. Нова загадка спричиняє бурхливі пошуки істини й  зміну картини світу, яку Кун назвав зміною парадигм. Ця робота вважається віховою і соціології знання.

### Повернення політичної філософії
Аналітичні філософи цікавилися абстрактним і концептуальним, тож до 1970-х філософська думка в США закинула соціальні та політичні теми, які були характерними для неї з часів заснування країни.
Складовою частиною повернення до політичної та соціальної проблематики була популярність творів Айн Ренд, яка в романах The Fountainhead (1943) та Атлант розправив плечі (1957) пропагувала етичний егоїзм (практику системи поглядів, яку вона назвала об'єктивізмом). Ці два романи започаткували рух об'єктивістів і вплинули на невеличку групку студентів, що називали себе Колективом, до якого належав, зокрема, молодий Алан Грінспен, майбутній голова Федеральної резервної системи..
Об'єктивізм стверджує існування зовнішньої об'єктивної реальності, яку можна пізнати розумом, що людина дії згідно зі своїми власними раціональними інтересами, і що правильною формою економічного устрою суспільства є  laissez-faire капіталізм.. Академічні філософи дуже скептично ставляться до якості й інтелектуальної строгості доробку Ренд, але вона залишається популярною, хоча й контраверсійною постаттю в американському лібертаріанському русі.
У 1971 році Джон Ролз опублікував книгу Теорія справедливості. У ній сформульована ідея справедливості, в основі якої лежить теорія соціального контракту. 

### Феміністична філософія

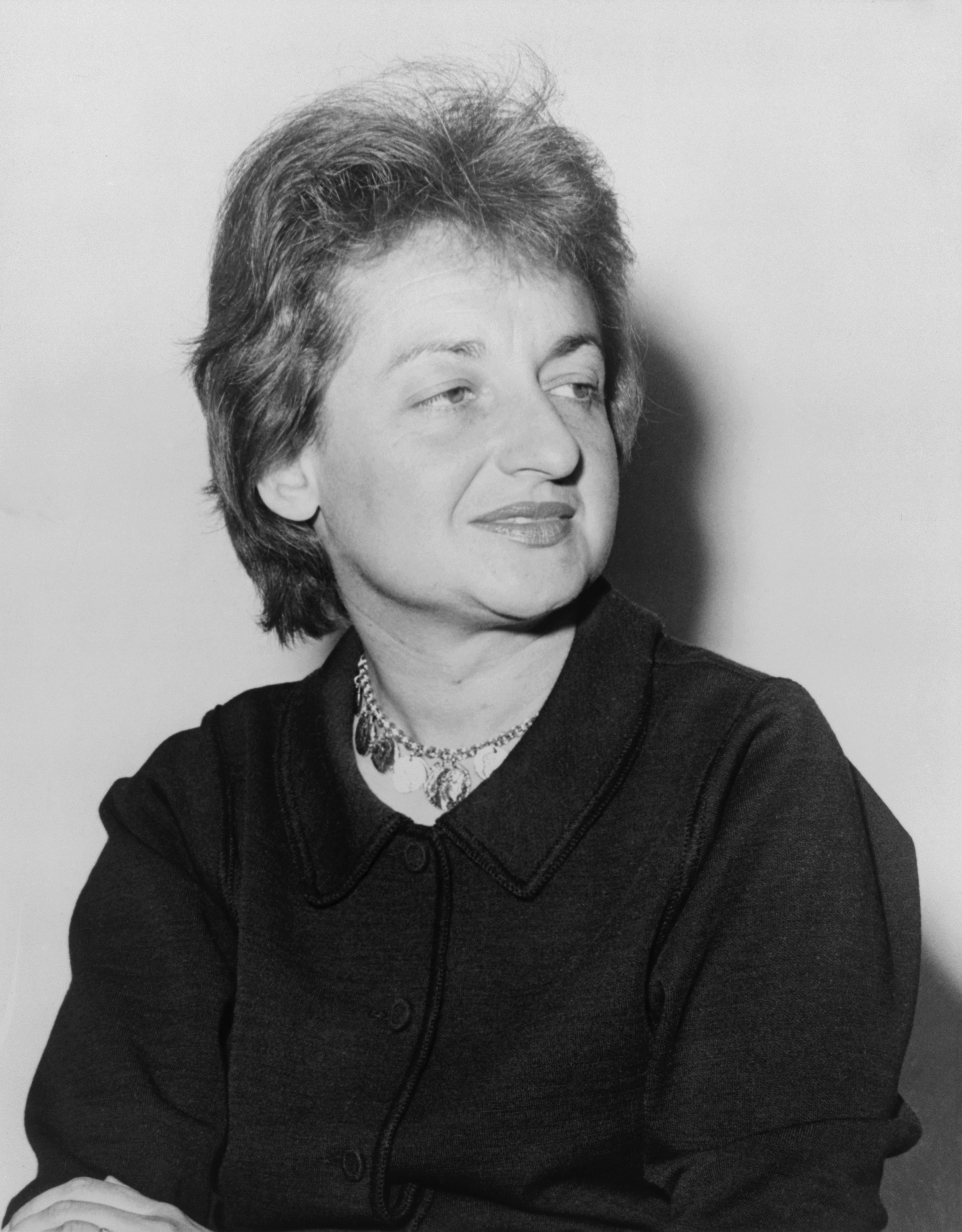
Бетті Фрідан

Попри те, що й раніше чимало авторок вважалися феміністками, як-от Сара Грімке, Шарлотт Перкінс Гілмен, Елізабет Кеді Стентон та Енн Гатчінсон, феміністичний рух 1960-х та 1970-х, так звана друга хвиля фемінізму, відомий своїм внеском у філософію.
Великої популярності набула книга Бетті Фрідан Загадка жіночності. Інші феміністичні філософині, такі як Алісія Острікер та Едрієнн Річ, розвинули її ідеї. Вони критикували базові припущення та цінності: суб'єктивність андроцентризму пізнання та чоловічний підхід до питань етики, особливо щодо політичних теорій, в основі яких лежала рівність прав. Феміністичні дослідниці стверджували, що не існує нейтрального щодо цінностей дослідження, й намагалися проаналізувати соціальний аспект філософських питань.

## Сучасна філософія

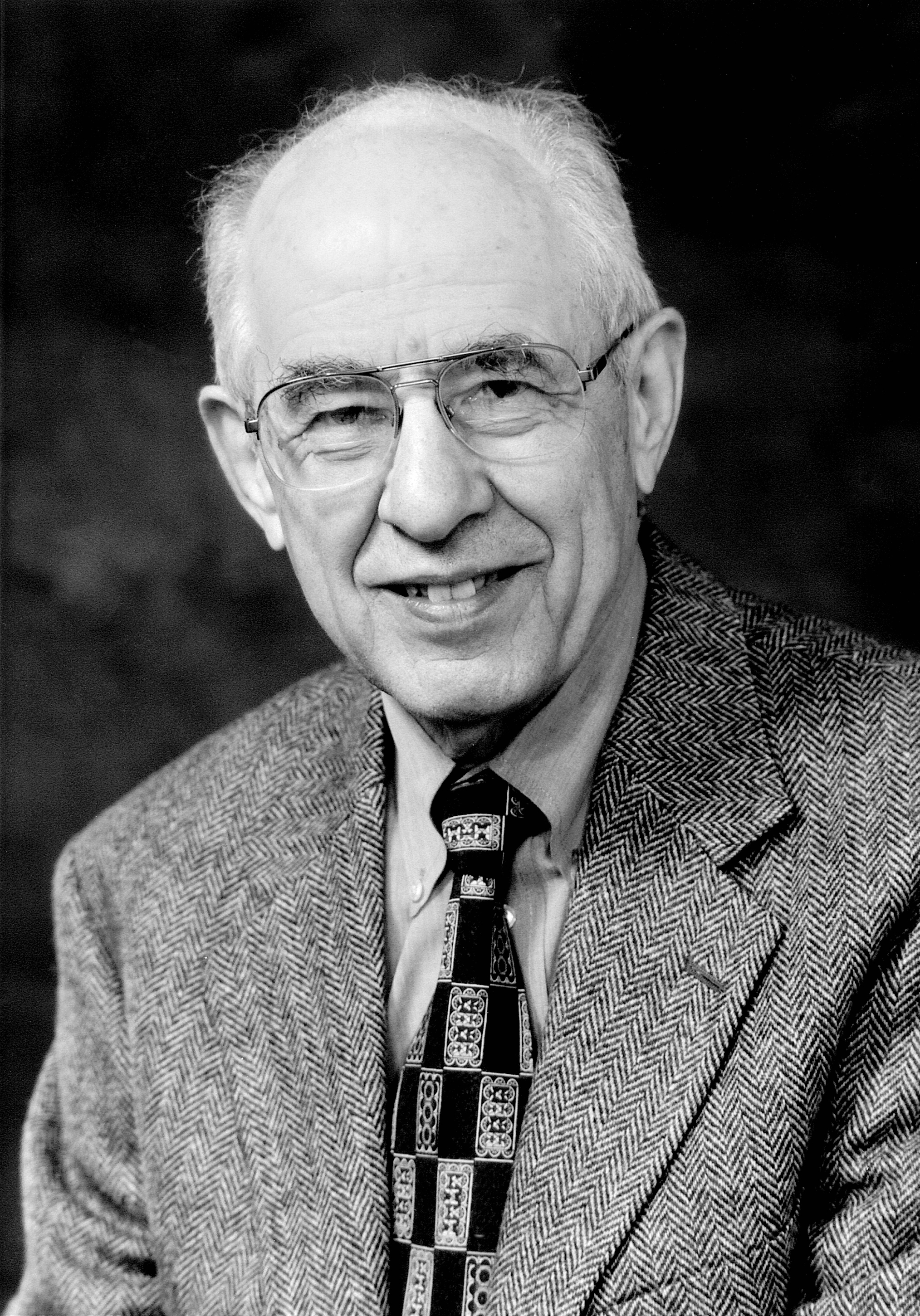
Гіларі Патнем

Під кінець ХХ століття відновився інтерес до прагматизму. Значною мірою його зумовила творчість Гіларі Патнема та Річарда Рорті. Рорті знаменитий як автор книг Philosophy and the Mirror of Nature (Філософія і дзеркало природи) та  Philosophy and Social Hope (Філософія та соціальна надія). Гіларі Патнем відомий квазіемпіризмом у математиці, провокативною ідеєю уявного експерименту «мозок у чані» на іншими роботами з філософії свідомості, філософії думки та філософії науки.
На перший план вийшли дебати з філософії свідомості. Такі американські філософи як Гіларі Патнем, Доналд Девідсон, Деніел Деннетт, Дуглас Гофстедтер, Джон Серль, Патрісія Черчленд та Пол Черчленд  продовжували дискутувати такі питання як природа розуму та важка проблема свідомості, питання сформульоване австралійцем Девідом Чалмерсом.
На початку ХХІ століття набула сили теорія інтеграції тіла й розуму — втілене пізнання. Цю точку зору відстоювали такі філософи як Шон Галлахер та Алва Ное, разом із британцем Енді Кларком, бачачи в ній природне продовження прагматизму та думок Канта, Гайдеггера, Мерло-Понті та інших.
Відомі американські філософи права Роналд Дворкін та Річард Познер працюють в областях політичної філософії та юриспруденції. Познер відомий економічним аналізом права — теорії, що намагається зрозуміти правові норми та інститулції через призму мікроекономіки.
Дворкін славу принесли теорія права як цілісності та правовий інтерпретизм, особливо книга Law's Empire (Імперія права).
Філософ Корнел Вест відомий завдяки аналізу американського культурного життя в расових, гендерних та класових питаннях, а також своїми зв'язками за прагматизмом та трансценденталізмом.
Алвін Платінга є християнським філософом, відомим захистом свободи волі в питанні природи зла, еволюційним аргументом проти натуралізму, позицією, що віра в Бога є базовою та модальною версією онтологічного доказу існування Бога. Майкл Рі продовжив думку Платінги, стверджуючи, що програма досліджень повинна включати як натуралізм, так і супернатуралізм.

## Виноски
1. 1 2 3 4 5 6 7  "American philosophy" at the Internet Encyclopedia of Philosophy Retrieved on May 24, 2009
2. ↑  Tocqueville, Alexis, translated by Henry Reeve, Democracy in America: Part the Second: The Social Influence of Democracy, Volume 2, Democracy in America: Part the Second: The Social Influence of Democracy, J. & H. G. Langley; Philadelphia, Thomas, Cowperthwaite & Company, 1840, p. 1
3. ↑  "Religious Tolerance" - Freedom: A History of US: PBS.com [Архівовано 2017-07-18 у Wayback Machine.] Retrieved September 9, 2009
4. ↑  Hoeveler, J. David, Creating the American Mind:Intellect and Politics in the Colonial Colleges, Rowman & Littlefield, ISBN 978-0742548398, 2007, p. xi
5. ↑  Hoeveler, p. xii
6. ↑  Hoeveler, p. 127
7. ↑  "Famous Transcendentalists" [Архівовано 20 липня 2016 у Wayback Machine.] Retrieved September 9, 2009
8. ↑  "Transcendentalism" at the SEP Retrieved September 9, 2009
9. 1 2  "Pragmatism" at IEP Retrieved on July 30, 2008
10. ↑  "Pragmatism - Charles Sanders Peirce" Retrieved September 9, 2009
11. ↑  Peirce (1902), Collected Papers v. 5, paragraph 13, note 1. See relevant quote at Pragmatic maxim#6.
12. ↑  See Collected Papers, v. 1, paragraph 34, Eprint (in "The Spirit of Scholasticism"), where Peirce ascribes the success of modern science less to a novel interest in verification than to the improvement of verification.
13. ↑  "William James" at SEP Retrieved on July 30, 2009
14. ↑  See "Pragmatism (Editor [3])", c. 1906, especially the portion published in Collected Papers v. 5 (1934), paragraphs 11-12.
15. ↑  Peirce (1903), Collected Papers v. 2, paragraph 99; v. 5, paragraphs 18, 195; v. 6, paragraph 482.
16. ↑  "Neutral Monism" in the Stanford Encyclopedia of Philosophy, Retrieved September 9, 2009
17. ↑  Violas, Paul C.; Tozer, Steven; Senese, Guy B. School and Society: Historical and Contemporary Perspectives (англ.). McGraw-Hill Humanities/Social Sciences/Languages. с. 121. ISBN 0-07-298556-9.
18. ↑  "Dewey's Political Philosophy" in Stanford Encyclopedia of Philosophy, Retrieved on July 30, 2009
19. ↑  John Dewey: Philosophy of Education" [Архівовано 17 серпня 2016 у Wayback Machine.] Retrieved on July 30, 2009
20. ↑  "George Santayana" at the Stanford Encylclopedia of Philosophy Retrieved September 9, 2009
21. ↑  "Process Philosophy" at the SEP Retrieved on September 7, 2009
22. ↑  "Process Philosophy and the New Thought Movement" [Архівовано 26 серпня 2009 у Wayback Machine.] Retrieved September 7, 2009
23. ↑  "UNDERSTANDING QUINE'S THESES OF INDETERMINACY" by Nick Bostrom Retrieved September 7, 2009
24. ↑  1982. Wittgenstein on Rules and Private Language: an Elementary Exposition. Cambridge, Mass.: Harvard University Press. ISBN 0-674-95401-7. Sets out his interpretation of Wittgenstein aka Kripkenstein.
25. ↑  "David K. Lewis" - Princeton University Department of Philosophy [Архівовано 15 травня 2008 у Wayback Machine.] Retrieved on September 7, 2009
26. ↑  "Thomas Kuhn" at the SEP Retrieved on September 7, 2009
27. ↑  Ip, Greg; Steel, Emily (15 вересня 2007). Greenspan Book Criticizes Bush And Republicans. Wall Street Journal. с. A1.
28. ↑  "INTRODUCING OBJECTIVISM" by Ayn Rand [Архівовано 1 травня 2010 у Wayback Machine.] Retrieved on September 7, 2009
29. ↑  "The Winnowing of Ayn Rand" by Roderick Long Retrieved July 10, 2010
30. ↑  "The philosophical art of looking out number one" at heraldscotland Retrieved July 10, 2010
31. ↑  "Ayn Rand" at the Internet Encyclopedia of Philosophy Retrieved July 10, 2010
32. ↑  "Profile of Ayn Rand at the Cato Institute [Архівовано 28 липня 2010 у Wayback Machine.] Retrieved July 10, 2010
33. ↑  "Topics in Feminism" at the Stanford Encyclopedia of Philosophy Retrieved September 7, 2009
34. ↑  Putnam, Hilary, 1975, Mind, Language, and Reality. Philosophical Papers, Volume 2. Cambridge University Press, Cambridge, UK. ISBN 88-459-0257-9
35. ↑  "Brains in a Vat" at the Stanford Encyclopedia of Philosophy Retrieved September 10, 2009
36. ↑  "Donald Davidson" at the Internet Encylclopedia of Philosophy [Архівовано 2009-07-24 у Wayback Machine.] Retrieved September 10, 2009
37. ↑  "Daniel Dennett" at the Dictionary of the Philosophy of Mind Retrieved September 10, 2009
38. ↑  Douglas Hofstadter's page at Indiana.edu [Архівовано 2012-08-03 у Archive.is] Retrieved September 10, 2009
39. ↑  "John Searle" at the Dictionary of the Philosophy of Mind Retrieved September 10, 2009
40. ↑  "Eliminative Materialism" at the Stanford Encylclopedia of Philosophy Retrieved September 10, 2009
41. ↑  "Facing Up to the Problem of Consciousness" - David Chalmers Retrieved September 10, 2009
42. ↑  Gallagher, S. 2008(in press). "Philosophical antecedents to situated cognition". In Robbins, P. and Aydede, M. (eds). "Cambridge Handbook of Situated Cognition". Cambridge: Cambridge University Press [Архівовано 14 червня 2011 у Wayback Machine.] Retrieved 3 July 2012.
43. ↑  "The Economic Analysis of Law" by Lewis Kornhauser at the Stanford Encyclopedia of Philosophy Retrieved September 11, 2009
44. ↑  "Interpretivist Theories of Law" by Nicos Stavropoulos at the Stanford Encyclopedia of Philosophy Retrieved September 11, 2009
45. ↑  Allan, T. R. S. (1988). Review: Dworkin and Dicey: The Rule of Law as Integrity. Oxford Journal of Legal Studies. Oxford University Press. 8 (2): 266—277. doi:10.1093/ojls/8.2.266. ISSN 0143-6503. JSTOR 764314.
46. ↑  Michael C. Rea: World Without Design: Ontological Consequences of Naturalism. Oxford, Clarendon Press, 2001.